# Nuoto ai campionati mondiali di nuoto 2009 - 400 metri misti maschili
La specialità dei 400 metri misti maschili ai campionati mondiali di nuoto 2009 si è svolta al complesso natatorio del Foro Italico di Roma, in Italia.
Le qualifiche per la finale si sono svolte la mattina del 2 agosto 2009, mentre la finale si è svolta la sera dello stesso giorno.

## Medaglie
| Posizione | Atleta            | Paese       |
| --------- | ----------------- | ----------- |
|           | Ryan Lochte       | Stati Uniti |
|           | Scott Tyler Clary | Stati Uniti |
|           | László Cseh       | Ungheria    |

## Record
Prima della manifestazione il record del mondo (WR) e il record dei campionati (CR) erano i seguenti.
|  | 4'03"84 | Stati Uniti | Michael Phelps | 10 agosto 2008 Pechino, Cina        |
|  | 4'06"22 | Stati Uniti | Michael Phelps | 1º aprile 2007 Melbourne, Australia |

Durante l'evento non è stato migliorato nessun record.

## Risultati qualifiche
| Pos. | Atleta                    | Nazionalità             | Batteria | Corsia | Tempo   | Note |
| ---- | ------------------------- | ----------------------- | -------- | ------ | ------- | ---- |
| 1    | Tyler Clary               | Stati Uniti             | 6        | 4      | 4:10.04 |      |
| 2    | László Cseh               | Ungheria                | 7        | 4      | 4:10.33 |      |
| 3    | Gergő Kis                 | Ungheria                | 7        | 5      | 4:10.99 |      |
| 4    | Ryan Lochte               | Stati Uniti             | 8        | 4      | 4:11.05 |      |
| 5    | Thomas Haffield           | Regno Unito             | 6        | 3      | 4:11.32 | NR   |
| 6    | Gal Nevo                  | Israele                 | 7        | 2      | 4:11.51 |      |
| 7    | Luca Marin                | Italia                  | 8        | 5      | 4:12.66 |      |
| 8    | Thiago Pereira            | Brasile                 | 8        | 3      | 4:13.05 |      |
| 9    | Yuya Horihata             | Giappone                | 6        | 6      | 4:14.43 |      |
| 10   | Alessio Boggiatto         | Italia                  | 6        | 5      | 4:14.56 |      |
| 11   | Mateusz Matczak           | Polonia                 | 8        | 7      | 4:14.57 |      |
| 12   | Ken Takakuwa              | Giappone                | 8        | 6      | 4:14.73 |      |
| 13   | Riaan Schoeman            | Sudafrica               | 7        | 3      | 4:15.50 |      |
| 14   | Leith Brodie              | Australia               | 4        | 2      | 4:15.52 |      |
| 15   | Chris Boe Christensen     | Danimarca               | 5        | 5      | 4:16.78 |      |
| 16   | Chad le Clos              | Sudafrica               | 7        | 1      | 4:17.39 |      |
| 17   | Lewis Smith               | Regno Unito             | 6        | 2      | 4:17.56 |      |
| 18   | Diogo Carvalho            | Portogallo              | 6        | 8      | 4:18.08 |      |
| 19   | Weijia Liu                | Cina                    | 6        | 7      | 4:18.11 |      |
| 20   | Dinko Jukić               | Austria                 | 8        | 1      | 4:18.38 |      |
| 21   | Yannick Lebherz           | Germania                | 7        | 7      | 4:18.43 |      |
| 22   | Stephen Parkes            | Australia               | 8        | 8      | 4:18.60 |      |
| 23   | Vadym Lepskii             | Ucraina                 | 5        | 7      | 4:18.88 |      |
| 24   | Jordan Hartney            | Canada                  | 6        | 1      | 4:20.15 |      |
| 25   | Omar Pinzón               | Colombia                | 7        | 9      | 4:20.98 |      |
| 26   | Carlos Almeida            | Portogallo              | 5        | 6      | 4:21.36 |      |
| 27   | Dominik Dur               | Austria                 | 8        | 0      | 4:22.04 |      |
| 28   | Andrej Krylov             | Russia                  | 7        | 6      | 4:22.29 |      |
| 29   | Dmitriy Gordiyenko        | Kazakistan              | 5        | 3      | 4:22.84 |      |
| 30   | Niksa Roki                | Croazia                 | 5        | 4      | 4:25.40 |      |
| 31   | Pedro Pinotes             | Angola                  | 4        | 6      | 4:25.62 |      |
| 32   | Miguel Molina             | Filippine               | 6        | 0      | 4:26.27 |      |
| 33   | Henrique Rodrigues        | Brasile                 | 7        | 8      | 4:26.39 |      |
| 34   | Vytautas Janušaitis       | Lituania                | 7        | 0      | 4:26.52 |      |
| 35   | Raphael Stacchiotti       | Lussemburgo             | 4        | 4      | 4:26.63 |      |
| 36   | Taki M'rabet              | Tunisia                 | 6        | 9      | 4:26.98 |      |
| 37   | Anders Mcintyre           | Canada                  | 5        | 2      | 4:27.78 |      |
| 38   | Jan Karel Petric          | Slovenia                | 4        | 1      | 4:29.15 |      |
| 39   | Aleksey Derlyugov         | Uzbekistan              | 4        | 7      | 4:29.49 |      |
| 40   | Ezequiel Trujillo         | Messico                 | 5        | 9      | 4:29.81 |      |
| 41   | Raul Lopez                | Messico                 | 5        | 0      | 4:30.91 |      |
| 42   | Rehan Poncha              | India                   | 3        | 3      | 4:31.34 |      |
| 43   | JuiTing Chien             | Taipei cinese           | 4        | 3      | 4:31.99 |      |
| 44   | Esteban Enderica          | Ecuador                 | 3        | 8      | 4:33.73 |      |
| 45   | Benjamin Guzman Blanco    | Cile                    | 4        | 8      | 4:34.43 |      |
| 46   | Sobitjon Amilov           | Uzbekistan              | 3        | 2      | 4:37.16 |      |
| 47   | Saeed Malekae Ashtiani    | Iran                    | 2        | 5      | 4:37.65 |      |
| 48   | Berrada Morad             | Marocco                 | 3        | 9      | 4:38.95 |      |
| 49   | Robert Walsh              | Filippine               | 3        | 5      | 4:40.57 |      |
| 50   | KaiWen Pan                | Taipei cinese           | 4        | 5      | 4:41.92 |      |
| 51   | Loai Abdulwahid Tashkandi | Arabia Saudita          | 2        | 2      | 4:42.09 |      |
| 52   | Rafael Alfaro             | El Salvador             | 2        | 3      | 4:42.15 |      |
| 53   | Ivan Alejandro Enderica   | Ecuador                 | 3        | 6      | 4:42.62 |      |
| 54   | Giorgi Mtvralashvili      | Georgia                 | 3        | 0      | 4:42.65 |      |
| 55   | Sheng Jun Pang            | Singapore               | 4        | 0      | 4:43.20 |      |
| 56   | Ahmed Jebrel              | Palestina               | 2        | 7      | 4:45.73 |      |
| 57   | Colin Bensadon            | Gibilterra              | 2        | 6      | 4:47.14 |      |
| 58   | Nicholas James            | Zimbabwe                | 1        | 3      | 4:48.21 |      |
| 59   | Vitalii Khudiakov         | Kirghizistan            | 2        | 4      | 4:52.96 |      |
| 60   | Radomyos Matjiur          | Thailandia              | 3        | 7      | 4:59.20 |      |
| 61   | Bryson Mays               | Isole Vergini Americane | 2        | 1      | 4:59.30 |      |
| 62   | Benjamin Gabbard          | Samoa Americane         | 1        | 5      | 5:05.88 |      |
| 63   | Vincent Perry             | Polinesia francese      | 2        | 8      | 5:07.98 |      |

## Risultati finale
| Pos. | Atleta            | Nazionalità | Corsia | Tempo   | Note |
| ---- | ----------------- | ----------- | ------ | ------- | ---- |
|      | Ryan Lochte       | Stati Uniti | 6      | 4:07.01 |      |
|      | Scott Tyler Clary | Stati Uniti | 4      | 4:07.31 |      |
|      | László Cseh       | Ungheria    | 5      | 4:07.37 |      |
| 4    | Thiago Pereira    | Brasile     | 8      | 4:08.86 |      |
| 5    | Gergő Kis         | Ungheria    | 3      | 4:10.40 |      |
| 6    | Gal Nevo          | Israele     | 7      | 4:12.33 |      |
| 7    | Luca Marin        | Italia      | 1      | 4:13.63 |      |
| 7    | Thomas Haffield   | Regno Unito | 2      | 4:13.63 |      |